# Ordre de succession à l'ancien trône de Bulgarie
Pour les articles homonymes, voir Trône (homonymie).
La monarchie bulgare a été abolie en 1946. Le dernier monarque fut le tsar Siméon II de Bulgarie, qui reste le chef de l'ancienne famille royale bulgare. La loi de succession de la dynastie bulgare a été constitutionnellement établie comme étant une primogéniture salique : seuls les hommes orthodoxes nés de mariages approuvés et descendant dans la lignée masculine du premier tsar (roi) de la lignée Saxe-Cobourg, Ferdinand Ier de Bulgarie, par ordre de naissance avec possibilité de substitution, peuvent occuper le trône de Bulgarie.
Après la déposition de Siméon II, ceux qui remplissent les critères de cet ordre de succession sont énumérés comme suit :
- Ferdinand Ier de Bulgarie (1861-1948)
  -  Boris III de Bulgarie (1894-1943)
    -  Siméon II de Bulgarie (1937)
      - Kardam de Bulgarie, prince de Tarnovo (1962-2015)[3]
        - (1) Boris de Bulgarie, prince de Tarnovo (1997)[3]
        - (2) Beltrán de Tarnovo (1999)

      - (3) Kyril de Bulgarie, prince de Preslav (1964)
        - (4) Tassilo de Preslav (2002)

      - (5) Kubrat de Bulgarie, prince de Panagyurichté (1965)
        - (6) Mirko de Panagyurichté (1995)
        - (7) Lukás de Panagyurichté (1997)
        - (8) Tirso de Panagyurichté (2002)

      - (9) Konstantin-Assen de Bulgarie, prince de Vidine (1967)
        - (10) Umberto de Vidine (1999)

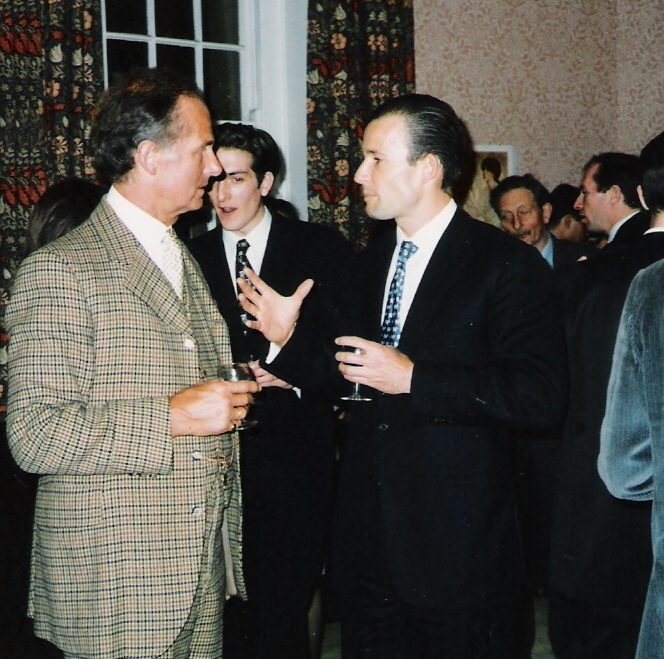
Kyril de Bulgarie, prince de Preslav (à droite).